# Økonomisk historie
Økonomisk historie er en del af historiefaget, som grænser op mod økonomiens videns- og emnefelt. Feltet trækker på indsigter fra både økonomifaget og historiefaget som fx arbejdshistorie og socialhistorie. Tilhængere af et materialistisk historiesyn går generelt ud fra, at historiske årsagsforklaringer har bund i, at de økonomiske forhold ligger til grund for alle andre former for udvikling. Sådan en forestilling er også kendt som et økonomistisk standpunkt, hvor økonomiens udvikling er grundlag for hele samfundsudviklingen. Marxistiske historikere er oftest materialistiske, men det er ikke alle materialistiske historikere, der er marxister.
Et særligt underområde af økonomihistorien er de økonomiske ideers historie eller økonomisk idehistorie. Økonomisk idehistorie er et stort og komplekst emne, der strækker sig over tusinder af år. Det omfatter udviklingen af den økonomiske tankegang fra gamle civilisationer til moderne tid. Dette felt omfatter mange forskellige skoler inden for økonomisk tankegang. Gamle græske forfattere som filosoffen Aristoteles undersøgte for eksempel ideer om at erhverve rigdom og satte spørgsmålstegn ved, om ejendom bedst overlades til private eller offentlige hænder.